# Yngwie Malmsteen

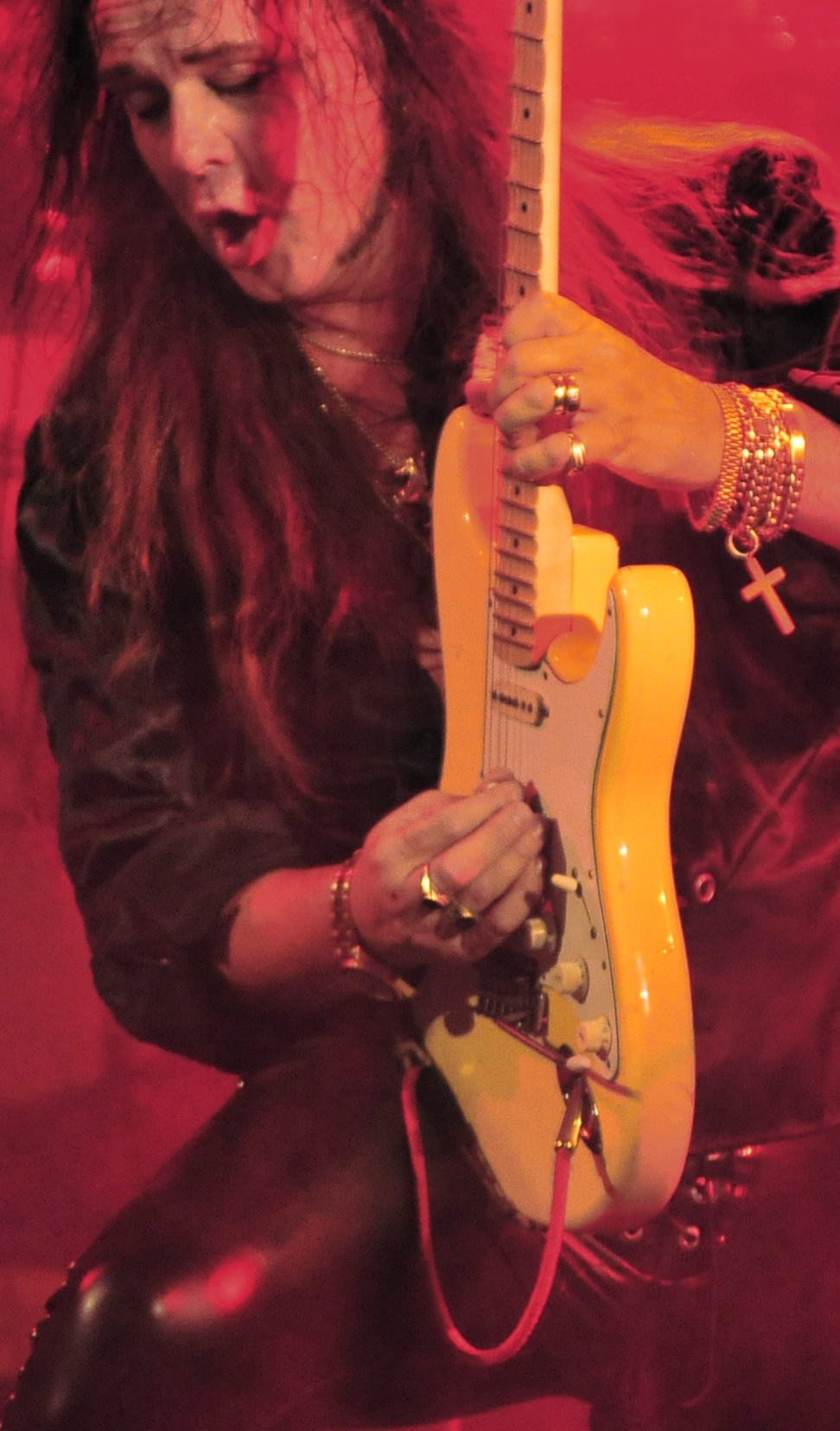
Op deze foto is duidelijk de bewerkte toets van Malmsteens Stratocaster te zien

Lars Johan Yngve Lannerbäck (Stockholm, 30 juni 1963) is een Zweeds gitarist. Hij is beter bekend als Yngwie Johan Malmsteen (Yngwie J. Malmsteen).
Malmsteen, onder anderen geïnspireerd door Jimi Hendrix en Ritchie Blackmore, begon al op vroege leeftijd met gitaarspelen.
Hij is een van de weinige gitaristen die metal en klassiek samensmeedt tot een unieke muziekstijl, genaamd neo-classical metal. In 1984 werd hij genomineerd voor een Grammy Award. Hij werd in 2015 opgenomen in de Swedish Music Hall of Fame.

## Persoonlijk leven
Malmsteen staat bekend als een intelligente man met een grote passie voor muziek. Ook is het bekend dat hij een groot fan is van het Italiaanse automerk Ferrari wat te zien is aan de stickers van het bekende logo die op zijn mengtafel en op zijn gitaar zitten geplakt.
Ook draagt Malmsteen een ketting met een gouden hanger van het logo.
Malmsteen is in de jaren aardig veranderd, maar loopt zoals altijd nog steeds in extravagante kostuums en heeft nog steeds een lange haardos.
Privé had hij zo zijn problemen, in 1987 kreeg hij een ongeluk in zijn Jaguar en datzelfde jaar overleed Malmsteens moeder aan kanker.
In 1992 kreeg de politie van Miami een verontrustend telefoontje van Malmsteens schoonmoeder die beweerde dat Malmsteen haar dochter (Amber Dawn Landin) onder schot hield met een shotgun. Nadat een arrestatieteam het huis van Malmsteen had omsingeld gaf hij zichzelf over en kwam hij naar buiten slechts gekleed in een badjas. Malmsteen werd niet aangeklaagd en trouwde begin 1993 met Amber Dawn Landin. Eind jaren 90 deed Landin aanvraag voor een scheiding omdat ze beweerde meerdere malen door Malmsteen te zijn mishandeld. In 1998 werd deze scheiding een feit.

## Materiaal
Malmsteen speelt naar eigen zeggen altijd op een Amerikaanse Fender Stratocaster. Vooral de modellen uit 1962 en 1969 behoren tot zijn favoriet. Fender heeft ter ere van Malmsteen een signature model Stratocaster uitgebracht. Opvallend detail hiervaan is de zg. 'scalloped neck'. De hals van de gitaar is zodanig behandeld dat het hout op de toets tussen de metalen frets is uitgehold. Malmsteen kwam op dit idee toen hij dit zag bij snaarinstrumenten uit de middeleeuwen.
Daarnaast speelt Malmsteen (spaans) akoestisch gitaar.
Malmsteen gebruikt voornamelijk 50 watt versterkers van Marshall uit de beginjaren 70. Verder maakt hij gebruik van 1,5 mm dikke Dunlop Delrin plectrums die hij speciaal in het wit laat maken met zijn naam erop.
Malmsteen gebruikt verschillende gitaareffecten, o.a. een MPX-overdrive uit de jaren zeventig. Verder gebruikt hij een Wah Wah pedaal en delays (een effect dat het geluid een of meerdere keren herhaalt na het aanslaan), de harmonizer (een effect dat een of meerdere lagen in harmonie over het bestaande geluid heen legt en hierdoor het effect van meerdere gitaren die op verschillende toonhoogtes spelen, creëert).
Malmsteen staat bekend als een extravagante persoonlijkheid met een unieke muziekstijl, de zg. 'neo-klassieke rock'. Typerend aan deze stijl is de grote invloed van de bekende klassieke componisten en de vrijwel onnavolgbare virtuositeit waarmee Malmsteen zijn muziek ten gehore brengt.
Op de vraag waarom hij zoveel noten gebruikt, reageert Malmsteen: 'Less is more? More is more!'.

## Scalloped Necks
De introductie van Scalloped Necks (uithollingen van toets tussen de frets) kan aan Malmsteen toegekend worden.
Malmsteen liep als kind stage in een instrumentenbouwersatelier tot er op een dag een 17e-eeuwse luit binnenkwam. Hij zag dat de luit in plaats van frets inkepingen had in de toets waarop de snaren konden worden aangedrukt. Malmsteen nam een oude gitaarhals en begon deze ook uit te vijlen, alleen liet hij de frets zitten (terwijl dat bij de luit niet zo was, dit deed hij tegen slijtage van het hout). Erg tevreden met het resultaat begon hij dit op al zijn gitaren toe te passen en ontdekte dat je door het uitvijlen een betere grip kreeg op de snaren.
Een aantal gitaarfabrikanten heeft deze techniek op enkele van hun modellen toegepast.

## Trivia
- Yngwie Malmsteen was ook mede-gitarist in het G3 project met Steve Vai en Joe Satriani.
- Malmsteen deed in 2007 mee aan Fender Frontline Live, daar speelde hij een aantal nummers voor de medewerkers van Fender en een klein publiek op de nieuwe customshop modellen van zijn zogenaamde play-loud Stratocaster.

## Discografie
- Rising Force (1984)
- Marching Out (1985)
- Trilogy (1986)
- Odyssey (1988)
- Trial By Fire (1989)
- Eclipse (1990)
- The YM Collection (1991)
- Live in Kallingrad (ca. 1991)
- Fire & Ice (1992)
- The Seventh Sign (1994)
- I Can't Wait (1994)
- Magnus Opus (1995)
- Inspiration (1996)
- Facing The Animal (1997)
- Concerto Suite for Electric Guitar And Orchestra in E flat minor. Opus 1 (1998)
- Live (1998)
- Alchemy (1999)
- Anthology 1994- 1999 (2000)
- Best Of Yngwie Malmsteen: 1990 - 1999 (2000)
- Concerto Suite Live From Japan (2000)
- War To End All Wars (2000)
- The Genesis (2002)
- Attack!! (2002)
- Unleash The Fury (2005)
- Perpetual Flame (2008)
- Angels Of Love (2009)
- Relentless (2010)
- Spellbound (2012)
- World On Fire (2016)
- Blue Lightning (2019)
- Parabellum (2021)

- Bibsys: 10074285
- Biblioteca Nacional de España: XX1549450
- Bibliothèque nationale de France: cb13968280b (data)
- CiNii: DA19202791
- Gemeinsame Normdatei: 13445359X
- International Standard Name Identifier: 0000 0000 7839 192X
- Library of Congress Control Number: n92017352
- MusicBrainz: 8fa5d80d-37e8-4133-9d5c-6bad446c63f0
- Bibliotheek van het Japanse parlement: 001147299
- Nationale Bibliotheek van Tsjechië: ola2002151779
- Nationale bibliotheek van Australië: 36020758
- Nederlandse Thesaurus van Auteursnamen: 073629871
- LIBRIS: 299944
- SNAC: w6tb246t
- Trove: 1189125
- Virtual International Authority File: 29518596
- WorldCat: E39PBJbRgJmQffhFdXtm3pdYT3